# Mijo Bobetić
Mijo Vitomir Bobetić (Livno, 5. kolovoza 1921. – Montreal, 7. kolovoza 1998.) bio je hrvatski katolički svećenik iz franjevačkog reda, fizičar i matematičar.

## Životopis
Osnovnu je školu završio u Livnu 1932. godine, a klasičnu gimnaziju u Visokom 1941. godine. Teološki studij završio je na Bogoslovnom fakultetu u Sarajevu 1946. te je zatim završio studij fizike na Prirodoslovno-matematičkom fakultetu u Zagrebu (1953.). Kao svećenik je službovao je u Gorici kod Livna, Kreševu, Kiseljaku i Zenici. Od 1954. do 1960. bio je profesor matematike i fizike u franjevačkoj gimnaziji u Visokom.
Jedno je vrijeme boravio u Njemačkoj te zatim odlazi u SAD. Na Sveučilištu Illinois u Urbani bio je asistent nobelovca Johna Bardeena. Radio je na problemu apsorpcije ultrazvuka od supravodiča. Od 1965. radio je u Kanadi kao profesor matematike na Regina Mundi Collegeu, a zatim kao asistent u Odsjeku za primijenjenu matematiku na Sveučilištu u Waterloou. Tamo je i doktorirao 1971. godine iz primijenjene matematike. Od 1971. do 1974. bio je asistent na Loyola College, a potom izvanredni profesor na Concordia University u Montrealu.
Bio je član društva American Association for Advancement of Science i New York Academy of Sciences.

### Članci
- Stipčević-Despotović, Anđelka. 1989. Božić, Josip Dobroslav. Hrvatski biografski leksikon. Zagreb.  journal zahtijeva |journal= (pomoć)